# Pseudagapostemon huinca
Pseudagapostemon huinca là một loài Hymenoptera trong họ Halictidae. Loài này được Holmberg mô tả khoa học năm 1886.